# نوادا (فیلم ۱۹۹۷)
نوادا (انگلیسی: Nevada) فیلمی است که در سال ۱۹۹۷ منتشر شد.